# 神戸朝鮮初中級学校
神戸朝鮮初中級学校（こうべちょうせんしょちゅうきゅうがっこう、고베조선초중급학교）は、学校法人兵庫朝鮮学園が運営する兵庫県神戸市中央区にある朝鮮学校である。
日本の幼稚園・小学校・中学校に相当する教育を行っている各種学校（非一条校）である。

## 沿革
- 1945年 - 国語講習所を開設
- 1946年 - 公立学校を間借りして朝連東神戸初等学院と改称
- 1948年 - 朝鮮学校閉鎖令により一時閉鎖
- 1949年 - 東神戸朝鮮初級学校として再開
- 1962年 - 幼稚班設置
- 1970年 - 中級部を設置し東神戸朝鮮初中級学校と改称
- 1999年 - 西神戸朝鮮初中級学校の中級部を統合し現校名となる

## 学科
- 中級部
- 初級部
- 幼稚班

## 出身者
- ソニン - 歌手、女優、タレント

## 生徒数
- 2017年6月の時点で133人[1]
- 2020年10月の時点で126人[2]

## 所在地
- 〒651-0072 兵庫県神戸市中央区脇浜町1丁目6番1号

※最寄り駅はJR神戸線灘駅。